# Joe Carey
„Joe Carey” este un personaj secundar din serialul TV USS Voyager din franciza Star Trek. 
Este interpretat de Josh Clark.
Carey este inginer la bordul navei USS Voyager, sub comanda B'Elannei Torres. În 2371, Carey a fost pentru scurt timp numit inginer șef interimar, după ce ofițerul care deținea această funcție murise în timpul traversării violente în cvadrantul Delta. Deși dezamăgit atunci când căpitanul Janeway a numit-o pe Torres în funcția de inginer șef, el recunoaște în cele din urmă abilitățile superioare ale acesteia.